# Bayramkoxalı
Bayramkoxalı è un comune dell'Azerbaigian situato nel distretto di Qəbələ. Conta una popolazione di 1.039 abitanti.